# Donald McLean (Segler)
Donald McLean (* 20. September 1955) ist ein ehemaliger Segler von den Cayman Islands. 

## Karriere
Er nahm an den Olympischen Sommerspielen 1996 in Atlanta im Starboot teil und belegte zusammen mit seinem Teamkollegen Carson Ebanks den 25. und letzten Platz. Von 2005 bis 2020 war er Präsident des Cayman Islands Olympic Committee.